# Los Cedrales
Los Cedrales è un centro abitato del Paraguay, nel Dipartimento dell'Alto Paraná. Forma uno dei 20 distretti del dipartimento.

## Popolazione
Al censimento del 2002 Los Cedrales contava una popolazione urbana di 2.237 abitanti (9.003 nel distretto).